# Аскинска пещера
Аскинската пещера се намира в Архангелски район на Башкирия, недалеч от столицата Уфа.
Носи името на протичащата недалеч от нея рекичка Аскин. Пещерата е карстова, образувана в пластове варовикови отлагания през горния девон. Обявена е за природен паметник с всеруско значение и е популярна туристическа дестинация.

## Местоположение
Аскинската пещера се намира на 20 km от село Архангелское и на 2 km от с. Солонци (Аскино). Образувана е на източния склон на хребета Улутау, в долината на р. Каранюрт, на 260 m надморска височина. Входът ѝ е разположен на 70 метра над рекичката Аскин.

## История
Аскинската пещера е известна от 1902 година, но е описана за първи път от башкирския геолог Георгий Вахрушев през 1926 година. През първите години на изследвания в нея са намерени голямо количество кости от бикове, лосове, мечки, вълци, овце, коне, лисици и други животни. Находките говорят за това, че животните по невнимание са се плъзгали надолу по леда и после не са могли да излязат. Освен това са открити един ръкопис на арабски език, човешки череп, ръждясал меч и шлем.

## Описание
Аскинската пещера се състои от една-единствена зала със сравнително малки размери. Дължината ѝ е 104 метра, максималната ширина – 61 m, а височината – 26 m. Площта на пещерата е 5,2 хиляди m2, а обемът и – 51,1 хиляди m3. Спускането в нея става по много стръмен склон с височина около 15 m. То е трудно, въпреки че има стълба с перила, която обаче също се покрива с лед. Входът е аркообразен с ширина 9 и височина 22 метра. Обърнат е на североизток.
На входа на пещерата е разположен реликтен ледник, съществуващ през цялата година, даже и през най-горещото лято. Постоянното му наличие се дължи на разположението на пещерата на източния склон на хребета Улутау, който защитава входа от нагряване. В огромната зала със сводест таван почти целият под е покрит с лед. Таванът е покрит с кора от травертин и на места също е обледен. По данни на Булат Мавлюдов от 1985 до 1994 година, на дъното при входа, ледът е бил с дебелина около 0,5 m, а в самата зала – над 1 cm.
Аскинската пещера се намира на левия бряг на рекичката. Местността е влажна и в нея падат големи количества дъждове и снегове. Водата се просмуква през тавана на пещерата, откъдето непрекъснато капе. По време на есенните дъждове капе толкова много вода, че даже шумът от нея заглушава ехото. Това е причината за заледяването на пещерата и образуването на ледените фигури.
В Аскинската пещера през цялата година температурата е отрицателна, а от тавана и стените висят сталактити с най-различна форма и големина. Средната температура вътре е -3 °С. Главната ѝ забележителност са няколкото ледени сталагмити, достигащи на височина от 8 до 11 метра. Диаметърът в основата им е между 3 и 5 m. На дълбочина около 20 метра навътре подът е осеян с пукнатини. През различните години в тази зона са образувани между 7 и 10 големи сталагмита. Особен интерес представлява 15 метровият леден стълб в средата на залата, който се издига почти до тавана. Вдясно, където височината на пещерата намалява, подът и таванът са свързани с ледена колона с височина 4 – 6 метра. Най-известният сталагмит е наречен Мечката. Това е естествена ледена скулптура, която напълно прилича на седяща на задните си крака мечка. Наричат я още Домакинята на пещерата.
Пещерата е най-красива през зимата, когато в нея се образуват причудливи ледени фигури. През лятото температурата ѝ се покачва и въпреки че е минусова през цялата година, ясните очертания на фигурите се губят. По това време и площта на ледника намалява, като в най-далечната част теренът се превръща в глинеста каша.
В дъното на пещерата има няколко фигури, които под определен ъгъл напомнят за санбернар и гаргойли, а под друг – на дребна човешка фигура.
В югоизточната и югозападната стена са оформени два глухи прохода. Подземната зала впечатлява с уникалната си акустика, усилваща и най-слабите и едва различими звуци. Ехото в пещерата многократно повтаря всеки звук.